# گهونگت (فیلم ۱۹۹۶)
گهونگت (انگلیسی: Ghunghat) یک فیلم در ژانر موزیکال و هیجانی به کارگردانی سید نور است که در سال ۱۹۹۶ منتشر شد.

## بازیگران
- شان شاهید
- ریشم
- سائره خان
- صائمه
- ارباز خان